# NGC 676
NGC 676 é uma galáxia espiral (S0-a) localizada na direcção da constelação de Pisces. Possui uma declinação de +05° 54' 22" e uma ascensão recta de 1 horas, 48 minutos e 57,2 segundos.
A galáxia NGC 676 foi descoberta em 30 de Setembro de 1786 por William Herschel.